# Tysklands justitieminister

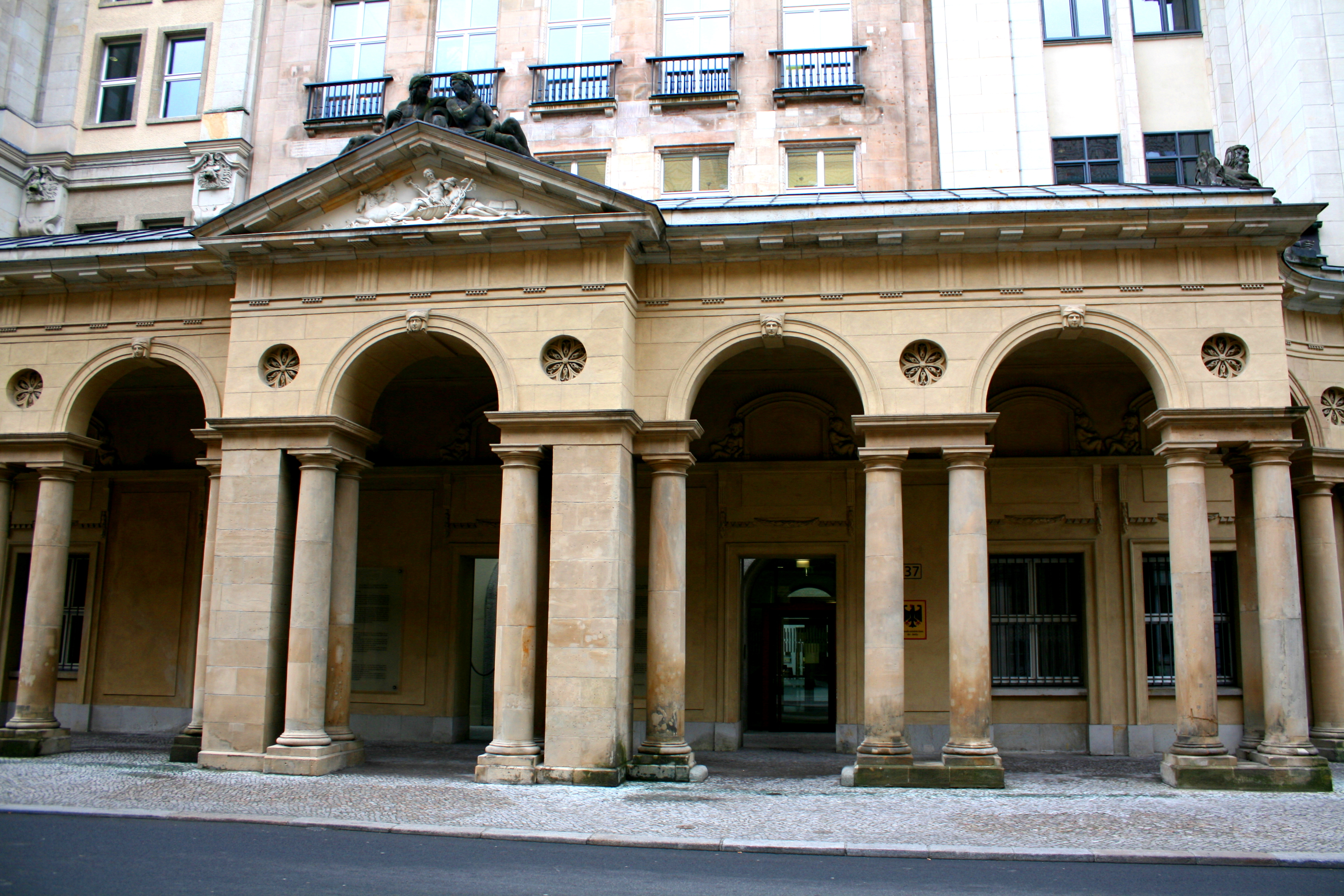
Justitieministeriet i Berlin

Tysklands justitieminister (tyska: Bundesminister der Justiz eller i dagligt tal Justizminister) ingår i Tysklands regering och leder arbetet i tyska justitieministeriet, Bundesministerium der Justiz (BMJ). Justitieministern har ett övergripande ansvar för rättsväsende och det lagstiftande arbetet. Justitieministerns närmsta medarbetare är två statssekreterare, en med politisk bakgrund (Parlamentarische Staatssekretäre) och en tjänsteman (Beamtete Staatssekretäre). Justitieministeriets huvudkontor är beläget på Mohrenstrasse 7 i Berlin. 
Under det tyska kejsarriket ledde en statssekreterare (Staatssekretär) Reichsjustizamt, vilket var justitieministeriets föregångare och inrättades 1 januari 1877. Under Weimarrepubliken och Nazityskland ledde en riksjustitieminister (reichsjustizminister) justitieministeriet som benämndes Reichsministerium der Justiz. I Östtyskland leddes Justizministerium av en Justizminister 1949-1990.

## Lista över Tysklands justitieministrar
| Namn                                                               | Tillträdde        | Avgick            | Parti             | Regering                                         |
| Tyska kejsarriket                                                  | Tyska kejsarriket | Tyska kejsarriket | Tyska kejsarriket | Tyska kejsarriket                                |
| ------------------------------------------------------------------ | ----------------- | ----------------- | ----------------- | ------------------------------------------------ |
| Heinrich von Friedberg                                             | 21 december 1876  | 30 oktober 1879   |                   |                                                  |
| Hermann von Schelling                                              | 19 november 1879  | 31 januari 1889   |                   |                                                  |
| Otto von Oehlschläger                                              | 19 februari 1889  | 31 januari 1891   |                   |                                                  |
| Robert Bosse                                                       | 2 februari 1891   | 24 mars 1892      |                   |                                                  |
| Eduard Hanauer                                                     | 2 april 1892      | 30 april 1893     |                   |                                                  |
| Rudolf Arnold Nieberding                                           | 11 juli 1893      | 25 oktober 1909   |                   |                                                  |
| Hermann Lisco                                                      | 25 oktober 1909   | 5 augusti 1917    |                   |                                                  |
| Paul von Krause                                                    | 7 augusti 1917    | 13 februari 1919  |                   |                                                  |
| Weimarrepubliken och Nazityskland                                  |                   |                   |                   |                                                  |
| Otto Landsberg                                                     | 13 februari 1919  | 20 juni 1919      | SPD               |                                                  |
| Eugen Schiffer                                                     | 3 oktober 1919    | 26 mars 1920      | DDP               |                                                  |
| Andreas Blunck                                                     | 27 mars 1920      | 8 juni 1920       | DDP               |                                                  |
| Rudolf Heinze                                                      | 25 juni 1920      | 4 maj 1921        | DDP               |                                                  |
| Eugen Schiffer                                                     | 10 maj 1921       | 22 oktober 1921   | DDP               |                                                  |
| Gustav Radbruch                                                    | 26 oktober 1921   | 14 november 1922  | SPD               |                                                  |
| Erich Emminger                                                     | 30 november 1923  | 15 april 1924     | BVP               |                                                  |
| Curt Joël                                                          | 15 april 1924     | 15 december 1924  | oberoende         |                                                  |
| Josef Frenken                                                      | 15 januari 1925   | 21 november 1925  | Zentrum           |                                                  |
| Hans Luther                                                        | 21 november 1925  | 5 december 1925   | oberoende         |                                                  |
| Wilhelm Marx                                                       | 20 januari 1926   | 12 maj 1926       | Zentrum           |                                                  |
| Johannes Bell                                                      | 16 maj 1926       | 17 december 1926  | Zentrum           |                                                  |
| Oskar Hergt                                                        | 29 januari 1927   | 12 juni 1928      | DNVP              |                                                  |
| Erich Koch-Weser                                                   | 28 juni 1928      | 13 april 1929     | DDP               |                                                  |
| Theodor von Guérard                                                | 13 april 1929     | 27 mars 1930      | Zentrum           |                                                  |
| Johann Viktor Bredt                                                | 30 mars 1930      | 30 maj 1932       | Wirtschaftspartei |                                                  |
| Franz Gürtner                                                      | 1 juni 1932       | 29 januari 1941   | DNVP/oberoende    |                                                  |
| Franz Schlegelberger                                               | 30 januari 1941   | 19 augusti 1942   | NSDAP             |                                                  |
| Otto Georg Thierack                                                | 20 augusti 1942   | 30 april 1945     | NSDAP             |                                                  |
| Östtyskland                                                        |                   |                   |                   |                                                  |
| Max Fechner                                                        | 11 oktober 1949   | juli, 1953        | SED               | Grotewohl I och II                               |
| Hilde Benjamin                                                     | 15 juli 1953      | juli, 1967        | SED               | Grotewohl II, III och IV, Stoph I                |
| Kurt Wünsche                                                       | 14 juli 1967      | oktober, 1972     | LDPD              | Stoph II och III                                 |
| Hans-Joachim Heusinger                                             | 16 oktober 1972   | januari, 1990     | LDPD              | Stoph III, Sinderman, Stoph IV, V och VI, Modrow |
| Kurt Wünsche                                                       | 12 januari 1990   | augusti, 1990     | LDPD/BFD          | Modrow, de Maizière                              |
| Manfred Walther                                                    | 16 augusti 1990   | 3 oktober 1990    | oberoende         | de Maizière                                      |
| Förbundsrepubliken Tysklands justitieminister                      |                   |                   |                   |                                                  |
| Thomas Dehler                                                      | 20 september 1949 | 20 oktober 1953   | FDP               | Adenauer I                                       |
| Fritz Neumayer                                                     | 20 oktober 1953   | 16 oktober 1956   | FDP               | Adenauer II                                      |
| Hans-Joachim von Merkatz                                           | 16 oktober 1956   | 29 oktober 1957   | DP                | Adenauer II                                      |
| Fritz Schäffer                                                     | 29 oktober 1957   | 14 november 1961  | CSU               | Adenauer III                                     |
| Wolfgang Stammberger                                               | 14 november 1961  | 19 november 1962  | FDP               | Adenauer IV                                      |
| Ewald Bucher                                                       | 13 december 1962  | 27 mars 1965      | FDP/DVP           | Adenauer V, Erhard I                             |
| Karl Weber                                                         | 1 april 1965      | 26 oktober 1965   | CDU               | Erhard I                                         |
| Richard Jaeger                                                     | 26 oktober 1965   | 30 november 1966  | CSU               | Erhard II                                        |
| Gustav Heinemann                                                   | 1 december 1966   | 26 mars 1969      | SPD               | Kiesinger                                        |
| Horst Ehmke                                                        | 26 mars 1969      | 21 oktober 1969   | SPD               | Kiesinger                                        |
| Gerhard Jahn                                                       | 22 oktober 1969   | 7 maj 1974        | SPD               | Brandt I och II                                  |
| Hans-Jochen Vogel                                                  | 16 maj 1974       | 22 januari 1981   | SPD               | Schmidt I, II och III                            |
| Jürgen Schmude                                                     | 22 januari 1981   | 1 oktober 1982    | SPD               | Schmidt III                                      |
| Hans A. Engelhard                                                  | 4 oktober 1982    | 18 januari 1991   | FDP               | Kohl I, II och III                               |
| Klaus Kinkel                                                       | 18 januari 1991   | 18 maj 1992       | FDP/DVP           | Kohl IV                                          |
| Sabine Leutheusser-Schnarrenberger                                 | 18 maj 1992       | 17 januari 1996   | FDP               | Kohl IV och V                                    |
| Edzard Schmidt-Jortzig                                             | 17 januari 1996   | 26 oktober 1998   | FDP               | Kohl V                                           |
| Herta Däubler-Gmelin                                               | 27 oktober 1998   | 22 oktober 2002   | SPD               | Schröder I                                       |
| Brigitte Zypries                                                   | 22 oktober 2002   | 27 oktober 2009   | SPD               | Schröder II, Merkel I                            |
| Sabine Leutheusser-Schnarrenberger                                 | 28 oktober 2009   | 17 december 2013  | FDP               | Merkel II                                        |
| Förbundsrepubliken Tysklands justitie- och konsumentskyddsminister |                   |                   |                   |                                                  |
| Heiko Maas                                                         | 17 december 2013  | 14 mars 2018      | SPD               | Merkel III                                       |
| Katarina Barley                                                    | 14 mars 2018      | 27 juni 2019      | SPD               | Merkel IV                                        |
| Christine Lambrecht                                                | 27 juni 2019      | 8 december 2021   | SPD               | Merkel IV                                        |
| Förbundsrepubliken Tysklands justitieminister                      |                   |                   |                   |                                                  |
| Marco Buschmann                                                    | 8 december 2021   | 7 november 2024   | FDP               | Scholz                                           |
| Volker Wissing                                                     | 7 november 2024   |                   | partilös          | Scholz                                           |

## Fotnoter
1. 1 2 3  Tillförordnad
2. ↑  Före Adolf Hitlers maktövertagande 1933 medlem i DNVP och därefter oberoende.